# Stephen Bogardus
Stephen Bogardus (Norfolk (Virginia), 11 maart 1954) is een Amerikaans acteur.

## Biografie
Bogardus heeft de high school doorlopen aan de Choate Rosemary Hall in New Haven (Connecticut) en haalde in 1972 zijn diploma. Hierna ging hij studeren aan de Princeton-universiteit in Princeton (New Jersey) en studeerde in 1976 af. Het acteren heeft hij geleerd aan de HB Studio in Greenwich Village.
Bogardus begon met acteren in het theater, hij maakte zijn debuut op Broadway in 1980 met de musical West Side Story. Hierna speelde hij nog meerdere rollen op Broadway en Off-Broadway.
Bogardus begon in 1982 met acteren voor televisie in de televisieserie Cagney and Lacey. Hierna heeft hij nog meerdere rollen gespeeld in televisieseries en films.
Bogardus is getrouwd.

## Filmografie[2]

### Films
Uitgezonderd korte films.
- 2019 Toss It - als Jim
- 2018 Boarding School - als vader van Phil
- 2016 Gold - als Roger
- 2009 Julie & Julia – als Scott McLeod
- 2005 Alchemy – als vader van de bruid
- 2004 Second Best – als George
- 1997 States of Control – als Abel
- 1997 Love! Valour! Compassion! – als Gregory Mitchell
- 1993 Life with Mickey – als man

### Televisieseries
Uitgezonderd eenmalige gastrollen.
- 2001 Ed – als advocaat – 2 afl.
- 1995 All My Children – als Ronald Mitchell - ? afl.
- 1993 Another World – als Ronald Stanley - ? afl.

## Theaterwerk opBroadway[3]
- 2008 – 2009 Irving Berlin's White Christmas – als Bo Wallace
- 2007 Old Acquaintance – als Preston Drake
- 2002 – 2003 Man of La Mancha – als Dr. Carrasco
- 2000 James Joyce's The Dead – als Gabriel Conroy (understudy)
- 1998 High Society – als Mike Connor
- 1997 King David – als Joab
- 1995 Love! Valour! Compassion! – als Gregory Mitchell
- 1992 – 1993 Falsettos – als Whizzer
- 1990 The Grapes of Wrath – als Hooper Ranch boekhouder / autoverkoper (understudy)
- 1987 Safe Sex – als Manny / Jake / Mead / Ghee / Arthur
- 1987 – 2003 Les Misérables – als Graintare / Chain Gang / Bamatabios / drinker / Javert (allen understudy)
- 1980 West Side Story – als Mouth Piece

- Bibliothèque nationale de France: cb14157015n (data)
- International Standard Name Identifier: 0000 0001 1437 6306
- Library of Congress Control Number: nr93029582
- Nationale Bibliotheek van Israël: 987007315829705171
- Nationale Bibliotheek van Polen: a0000002956207
- Virtual International Authority File: 9719251
- WorldCat: E39PBJmdpfhqyRvKv7b4dXbw4q